# Myxobolus cuneus
Myxobolus cuneus is een microscopische parasiet uit de familie Myxobolidae. Myxobolus cuneus werd in 2006 beschreven door Adriano, Arana & Cordeiro. 